# Псалмокатара
Псалмоката́ра (греч. Ψαλμοκατάρα — буквально «проклятие псалмами» от греч. ψαλμός — «псалом» + греч. κατάρα — «проклятие») — богослужебный чин анафемы, бытовавший в практике греческой Православной церкви, по крайней мере, в XIII—XVII столетиях.
Известна по греческому Номоканону 1528 года и рукописному сборнику 1542 года, описанных на русском языке А. И. Алмазовым (1859—1920) в 1912 году.

## Применение
Псалмокатара представляла собой разновидность Божьего суда и применялась в отношении преступников (очевидно, как церковных — еретиков, так и уголовных), скрывающихся от правосудия.
Целью псалмокатары было не только полное отлучение проклинаемого от Церкви и предание его в руки Диавола, но и призвание на него и его имущество всевозможных прижизненных пагуб («Да будет он все лета жизни его на земле страдая и трясясь, как Каин… И в его жилище да не будет обретён благой день, но да будут — имущество его, а также, что имеет и что сделает, во всяческую погибель…»).
Считалось, что проклятый по чину псалмокатары «спустя несколько дней — и чернеет, и вспухает, и расседается, и подпадает гневу Божию». Кроме того, при псалмокатаре возносилось моление «да не разсыплется тело» проклинаемого, чтобы он после смерти не подвергся тлению, сохранив безобразный вид, что в греческих народных представлениях делало его сродни вурдалаку.
В случае искреннего раскаяния проклятого было возможно разрешение от проклятия, совершаемое по последованию, аналогичному самой псалмокатаре, но с произнесением других молитв и формул.

## Чинопоследование
«Классическая» псалмокатара совершалась в храме, причём для её совершения требовалось семь священников.
Очевидно, такое число священников, задействованных в чинопоследовании псалмокатары, является реминисценцией на церковное таинство елеосвящения, для совершения которого, как известно, в православной традиции требуется такое же количество священников. Если елеосвящение в православном понимании есть врачевание, то псалмокатара, напротив, рассматривается как поражение болезнями и невзгодами. Также вероятно, что указанное число священников связывается с числом основных Даров Святого Духа, которых тоже семь (дух Господень, дух премудрости, дух разума, дух совета (рассудительности), дух крепости, дух ведения и дух благочестия (или страха Божия)). Каждый священник, участвующий в псалмокатаре, лишает, таким образом, проклинаемого одного из даров Св. Духа.
Перед псалмокатарой совершается Литургия. Затем священники в облачении выходят на середину храма. При этом обувь с правой ноги переобувается на левую и наоборот, а одежды священников надеваются наизнанку — здесь очевидны влияние народных верований, а также символизм, подчёркивающий исключительный характер псалмокатары и её назначение, противоположное общим целям христианского богослужения). В центре храма должны быть приготовлены сосуд с уксусом (уксус было принято вливать в сосуд во время Великого входа), негашёная известь и семь смоляных свечей чёрного цвета.
Затем известь «в объёме одного яйца» кладётся в сосуд, священники берут зажжённые свечи, и начинается само последование.
Последование заключается в прочтении каждым из семи священников определённого отрывка из Псалтири и т. н. «тропаря Иуды», то есть 4-го антифона последования Страстей в Великую Пятницу («Днесь Иуда оставляет Учителя и приемлет диавола, ослепляется страстию сребролюбия, отпадает света омраченный. Како бо можаше зрети, Светило продавый на тридесятих сребреницех? Но нам возсия Страдавый за мир, к Нему же возопиим: пострадавый и сострадавый человеком, Господи, слава Тебе. Днесь Иуда притворяет благочестие и отчуждается дарования, сый ученик бывает предатель; во обычном лобзании лесть покрывает, и предпочитает Владычния любве, несмысленно работати сребролюбию, наставник быв соборища беззаконнаго; мы же имуще спасение Христа, Того прославим»).
Что касается фрагментов Псалтири, то зачитывается семь фрагментов (каждый священник зачитывает по фрагменту) следующих псалмов:
Первое чтение

Суди, Господи, обидящыя мя, побори борющыя мя. Приими оружие и щит, и востани в помощь мою. Изсуни мечь, и заключи сопротив гонящих мя. Рцы души моей: спасение твое есмь Аз. Да постыдятся и посрамятся ищущии душу мою, да возвратятся вспять и постыдятся мыслящии ми злая. Да будут яко прах пред лицем ветра, и Ангел Господень оскорбляя их. Да будет путь их тма и ползок, и Ангел Господень погоняя их: яко туне скрыша ми пагубу сети своея, всуе поносиша души моей. Да приидет ему сеть, юже не весть, и ловитва, юже скры, да объимет и, и в сеть да впадет в ню. Душа же моя возрадуется о Господе, возвеселится о спасении Его.
— Псалом 34, стихи 1-10
Второе чтение

Вся кости моя рекут: Господи, Господи, кто подобен Тебе? Избавляяй нища из руки крепльших его, и нища, и убога от расхищающих его. Воставше на мя свидетеле неправеднии, яже не ведех, вопрошаху мя. Воздаша ми лукавая воз благая, и безчадие души моей. Аз же, внегда они стужаху ми, облачахся во вретище, и смирях постом душу мою, и молитва моя в недро мое возвратится. Яко ближнему, яко брату нашему, тако угождах, яко плача и сетуя, тако смиряхся. И на мя возвеселишася и собрашася: собрашася на мя раны, и не познах, разделишася, и не умилишася. Искусиша мя, подражниша мя подражнением, поскрежеташа на мя зубы своими. Господи, когда узриши? Устрой душу мою от злодейства их, от лев единородную мою. Исповемся Тебе в церкви мнозе, в людех тяжцех восхвалю Тя.
— Псалом 34, стихи 10-19
Третье чтение

Да не возрадуются о мне враждующии ми неправедно, ненавидящии мя туне и помизающии очима. Яко мне убо мирная глаголаху и на гнев лести помышляху. Разшириша на мя уста своя, реша: благоже, благоже, видеша очи наши. Видел еси, Господи, да не премолчиши. Господи, не отступи от мене. Востани, Господи, и вонми суду моему, Боже мой и Господи мой, на прю мою. Суди ми, Господи, по правде Твоей, Господи Боже мой, и да не возрадуются о мне. Да не рекут в сердцах своих: благоже, благоже души нашей, ниже да рекут: пожрохом его. Да постыдятся и посрамятся вкупе радующиися злом моим, да облекутся в студ и срам велеречующии на мя. Да возрадуются и возвеселятся хотящии правды моея, и да рекут выну: да возвеличится Господь, хотящии мира рабу Его. И язык мой поучится правде Твоей, весь день хвале Твоей.
— Псалом 34, стихи 19-28
Четвёртое чтение

Боже, хвалы моея не премолчи, яко уста грешнича и уста льстиваго на мя отверзошася, глаголаша на мя языком льстивым, и словеси ненавистными обыдоша мя, и брашася со мною туне. Вместо еже любити мя, оболгаху мя, аз же моляхся, и положиша на мя злая за благая, и ненависть за возлюбление мое. Постави на него грешника, и диавол да станет одесную его. Внегда судитися ему, да изыдет осужден, и молитва его да будет в грех. Да будут дние его мали, и епископство его да приимет ин: да будут сынове его сири, и жена его вдова: движущеся да преселятся сынове его и воспросят, да изгнани будут из домов своих. Да взыщет заимодавец вся, елика суть его, и да восхитят чуждии труды его. Да не будет ему заступника, ниже да будет ущедряяй сироты его.
— Псалом 108, стихи 1-12
Пятое чтение

Да будут чада его в погубление, в роде едином да потребится имя его. Да воспомянется беззаконие отец его пред Господем, и грех матере его да не очистится. Да будут пред Господем выну и да потребится от земли память их. Занеже не помяну сотворити милость, и погна человека нища и убога, и умилена сердцем умертвити. И возлюби клятву, и приидет ему, и не восхоте благословения, и удалится от него. И облечеся в клятву яко в ризу, и вниде яко вода во утробу его, и яко елей в кости его. Да будет ему яко риза, в нюже облачится, и яко пояс, имже выну опоясуется. Сие дело оболгающих мя у Господа и глаголющих лукавая на душу мою. И ты, Господи, Господи, сотвори со мною имене ради Твоего, яко блага милость Твоя. Избави мя, яко нищ и убог есмь аз, и сердце мое смятеся внутрь мене.
— Псалом 108, стихи 13-22
Шестое чтение

Яко сень, внегда уклонитися ей, отъяхся, стрясохся яко прузи. Колена моя изнемогоста от поста, и плоть моя изменися елеа ради. И аз бых поношение им, видеша мя, покиваша главами своими. Помози ми, Господи Боже мой, и спаси мя по милости Твоей, и да разумеют, яко рука Твоя сия, и Ты, Господи, сотворил еси ю. Прокленут тии, и Ты благословиши, востающии на мя да постыдятся, раб же Твой возвеселится. Да облекутся оболгающии мя в срамоту, и одеждутся, яко одеждею, студом своим. Исповемся Господеви зело усты моими, и посреде многих восхвалю Его, яко предста одесную убогаго, еже спасти от гонящих душу мою.
— Псалом 108, стихи 23-31

Изми мя, Господи, от человека лукава, от мужа неправедна избави мя, иже помыслиша неправду в сердце, весь день ополчаху брани, изостриша язык свой, яко змиин, яд аспидов под устнами их. Сохрани мя, Господи, из руки грешничи, от человек неправедных изми мя, иже помыслиша запяти стопы моя.
— Псалом 139, стихи 1-4
Седьмое чтение

Скрыша гордии сеть мне, и ужы препяша сеть ногама моима. При стези соблазны положиша ми. Рех Господеви: Бог мои еси Ты, внуши, Господи, глас моления моего. Господи, Господи, сило спасения моего, осенил еси над главою моею в день брани. Не предаждь мене, Господи, от желания моего грешнику: помыслиша на мя, не остави мене, да не когда вознесутся. Глава окружения их, труд устен их покрыет я. Падут на них углия огненная, низложиши я в страстех, и не постоят. Муж язычен не исправится на земли: мужа неправедна злая уловят во истление. Познах, яко сотворит Господь суд нищым и месть убогим. Обаче праведнии исповедятся Имени Твоему, и вселятся правии с лицем Твоим.
— Псалом 139, стихи 5-14